# Arese
Arese ist eine Gemeinde in der Metropolitanstadt Mailand, Region Lombardei, mit 19.515 Einwohnern (Stand 31. Dezember 2023).

## Geschichte
Bekannt wurde Arese dadurch, dass dort seit 1963 eine große Produktionsstätte des Automobilherstellers Alfa Romeo war. Nachdem 1986 der Fiat-Konzern Alfa Romeo übernommen hatte, wurde das Werk schrittweise abgebaut und 2005 endgültig geschlossen. Heute befindet sich auf dem ehemaligen Werksgelände noch das Alfa-Romeo-Werksmuseum. Momentan wird von den Behörden versucht, neue Unternehmen auf dem riesigen ungenutzten Betriebsgelände anzusiedeln.

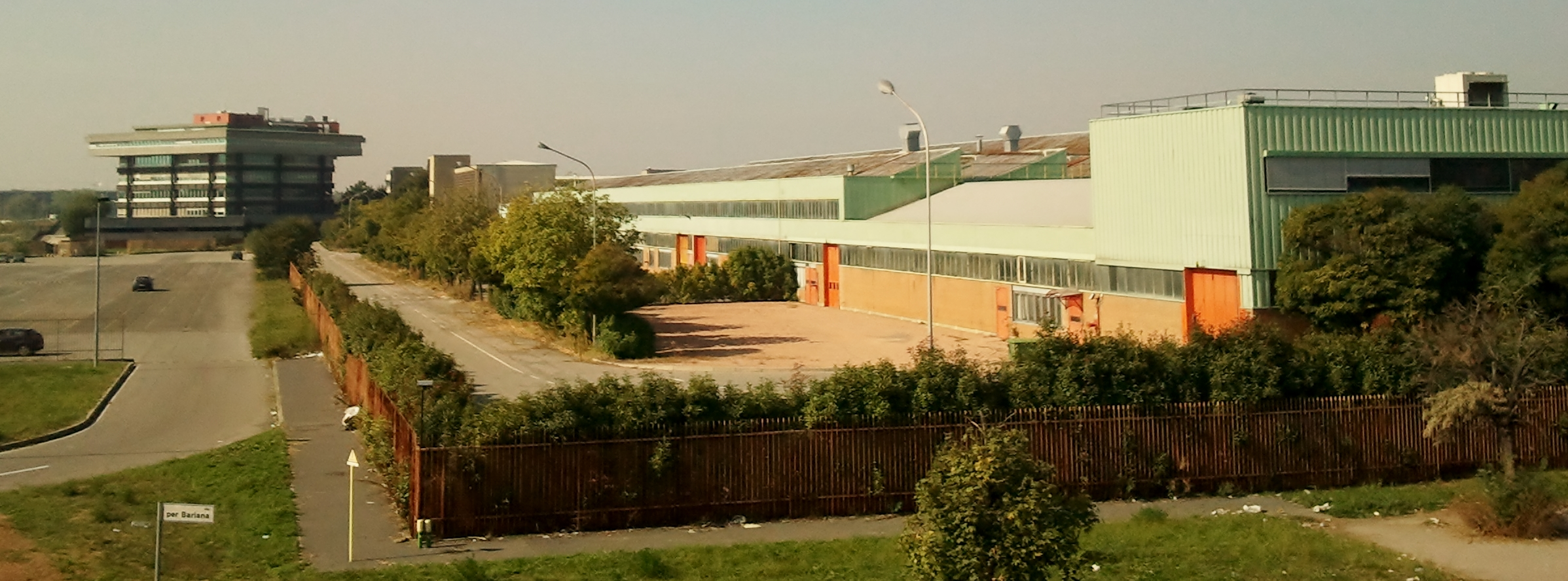
Alfa Romeo Werk Arese

## Bevölkerungsentwicklung
Arese zählt 7.482 Privathaushalte. Zwischen 1991 und 2001 stieg die Einwohnerzahl von 18.612 auf 18.771 an. Dies entspricht einem prozentualen Zuwachs von 0,9 %.
Einwohnerentwicklung von Arese bis 2001: